# Boissy-le-Cutté
Pour les articles homonymes, voir Boissy.
Boissy-le-Cutté (prononcé [bwasi lǝ kyt̪e] ) est une commune française située à quarante-trois kilomètres au sud-ouest de Paris dans le département de l'Essonne en région Île-de-France.
Ses habitants sont appelés les Boissillons.

## Géographie

### Situation
| Type d’occupation           | Pourcentage | Superficie (en hectares) |
| --------------------------- | ----------- | ------------------------ |
| Espace urbain construit     | 9,0 %       | 41,68                    |
| Espace urbain non construit | 4,1 %       | 19,13                    |
| Espace rural                | 86,9 %      | 402,43                   |
| Source : Iaurif             |             |                          |

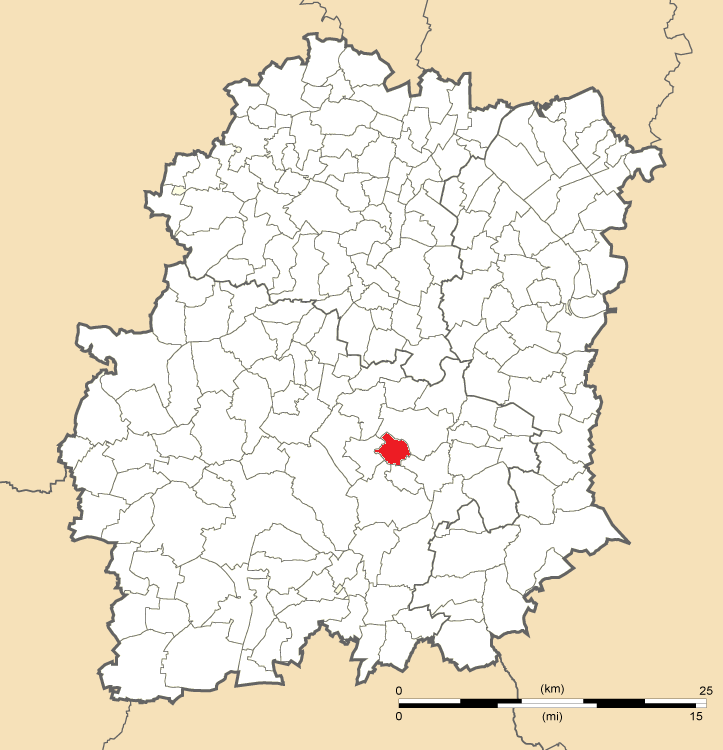
Position de Boissy-le-Cutté en Essonne.

Boissy-le-Cutté est située à quarante-trois kilomètres au sud-ouest de Paris-Notre-Dame, point zéro des routes de France, vingt-deux kilomètres au sud-ouest d'Évry, dix kilomètres au nord-est d'Étampes, cinq kilomètres à l'ouest de La Ferté-Alais, treize kilomètres au sud-est d'Arpajon, seize kilomètres au nord-ouest de Milly-la-Forêt, dix-neuf kilomètres au sud de Montlhéry, vingt-et-un kilomètres au sud-ouest de Corbeil-Essonnes, vingt-et-un kilomètres au sud-est de Dourdan, vingt-sept kilomètres au sud-est de Palaiseau.

### Relief et géologie
Le point le plus bas de la commune est situé à soixante-douze mètres d'altitude et le point culminant à cent quarante-huit mètres.

### Climat
Pour des articles plus généraux, voir Climat de l'Île-de-France et Climat de l'Essonne.
En 2010, le climat de la commune est de type climat océanique dégradé des plaines du Centre et du Nord, selon une étude du CNRS s'appuyant sur une série de données couvrant la période 1971-2000. En 2020, Météo-France publie une typologie des climats de la France métropolitaine dans laquelle la commune est exposée à un climat océanique altéré et est dans la région climatique Sud-ouest du bassin Parisien, caractérisée par une faible pluviométrie, notamment au printemps (120 à 150 mm) et un hiver froid (3,5 °C). 
Pour la période 1971-2000, la température annuelle moyenne est de 11,3 °C, avec une amplitude thermique annuelle de 15,1 °C. Le cumul annuel moyen de précipitations est de 674 mm, avec 10,9 jours de précipitations en janvier et 7,8 jours en juillet. Pour la période 1991-2020, la température moyenne annuelle observée sur la station météorologique la plus proche, située sur la commune de Courdimanche-sur-Essonne à 9 km à vol d'oiseau, est de 11,6 °C et le cumul annuel moyen de précipitations est de 594,8 mm,. Pour l'avenir, les paramètres climatiques de la commune estimés pour 2050 selon différents scénarios d'émission de gaz à effet de serre sont consultables sur un site dédié publié par Météo-France en novembre 2022.

## Urbanisme

### Typologie
Au 1er janvier 2024, Boissy-le-Cutté est catégorisée bourg rural, selon la nouvelle grille communale de densité à sept niveaux définie par l'Insee en 2022.
Elle est située hors unité urbaine. Par ailleurs la commune fait partie de l'aire d'attraction de Paris, dont elle est une commune de la couronne,. Cette aire regroupe 1 929 communes,.

## Toponymie
Bussiacum, Boissi-le-Cuté en 1757.
Le nom de Boissy est issu du gallo-roman BUXU (latin buxus) « buis » qui désigne à la fois l’arbuste toujours vert et sous des formes dérivées comme BUXEA > boisse, buisse et BUXIO > buisson, des espèces végétales touffues et de petites tailles. La terminaison -y résulte de l'évolution régulière du suffixe d'origine gauloise -(I)ACU (gaulois -acon), initialement localisant. Ce qui implique le sens global de « lieu des buis », « boissière ». Cependant, -y représente dans de plus rares cas, une forme secondaire prise par le suffixe -ETU (latin -etum) qui sert à former des collectifs de végétaux, c'est-à-dire à désigner un ensemble d'arbres, d'arbustes ou de plantes appartenant à la même espèce. L'évolution régulière pour ce suffixe est -ey > -ay (ex : Chesnay) et pour -ETA, -aye (ex : Chesnaye) > -aie (Chênaie), suffixe encore productif aujourd'hui.
En l'absence de formes anciennes, il est impossible de déterminer si ce Boissy remonte à BUXIACU ou à BUXETU.
En 1793, la commune fut créée avec le nom de Boissy le Cuté, l'orthographe actuelle a été introduite par le Bulletin des lois en 1801.
Le second terme, Cutté, proviendrait de l'ancien français cute qui signifie « caché ». Le terme fait allusion au fait que le village se trouvait caché dans un vallon, à l'écart de la grande route menant de Paris à Orléans.
Homonymie avec Boissy-aux-Cailles (Seine-et-Marne, Bussiacum en 1113), Boissy-Fresnoy (Oise, Boissiacum en 1230), Boissy-sans-Avoir (Seine-et-Oise, Boissiacum XVe siècle), apparemment tous formés avec -ACU (-acum), alors que Boissy-en-Drouais (Eure-et-Loir, Buxetum vers 1110), Boissy-le-Bois (Oise, Buxetum en 1053), Boissy-le-Sec (Eure-et-Loir, Buxetum en 949), Boissy-Maugis (Orne, de Buxido, début IXe siècle) sont formés avec -ETU (-etum).

## Population et société

### Démographie

#### Évolution démographique
L'évolution du nombre d'habitants est connue à travers les recensements de la population effectués dans la commune depuis 1793. Pour les communes de moins de 10 000 habitants, une enquête de recensement portant sur toute la population est réalisée tous les cinq ans, les populations de référence des années intermédiaires étant quant à elles estimées par interpolation ou extrapolation. Pour la commune, le premier recensement exhaustif entrant dans le cadre du nouveau dispositif a été réalisé en 2007.

En 2022, la commune comptait 1 343 habitants, en évolution de +1,97 % par rapport à 2016 (Essonne : +2,89 %, France hors Mayotte : +2,11 %).
| 1793 | 1800 | 1806 | 1821 | 1831 | 1836 | 1841 | 1846 | 1851 |
| ---- | ---- | ---- | ---- | ---- | ---- | ---- | ---- | ---- |
| 283  | 324  | 271  | 325  | 394  | 381  | 399  | 370  | 406  |

| 1856 | 1861 | 1866 | 1872 | 1876 | 1881 | 1886 | 1891 | 1896 |
| ---- | ---- | ---- | ---- | ---- | ---- | ---- | ---- | ---- |
| 348  | 326  | 328  | 329  | 355  | 328  | 364  | 432  | 419  |

| 1901 | 1906 | 1911 | 1921 | 1926 | 1931 | 1936 | 1946 | 1954 |
| ---- | ---- | ---- | ---- | ---- | ---- | ---- | ---- | ---- |
| 405  | 366  | 380  | 331  | 352  | 360  | 378  | 350  | 372  |

| 1962 | 1968 | 1975 | 1982 | 1990  | 1999  | 2006  | 2007  | 2012  |
| ---- | ---- | ---- | ---- | ----- | ----- | ----- | ----- | ----- |
| 423  | 617  | 783  | 812  | 1 039 | 1 200 | 1 294 | 1 308 | 1 314 |

| 2017  | 2022  | - | - | - | - | - | - | - |
| ----- | ----- | - | - | - | - | - | - | - |
| 1 319 | 1 343 | - | - | - | - | - | - | - |

#### Pyramide des âges
En 2018, le taux de personnes d'un âge inférieur à 30 ans s'élève à 37,4 %, soit en dessous de la moyenne départementale (39,9 %). À l'inverse, le taux de personnes d'âge supérieur à 60 ans est de 20,2 % la même année, alors qu'il est de 20,1 % au niveau départemental.
En 2018, la commune comptait 672 hommes pour 646 femmes, soit un taux de 50,99 % d'hommes, largement supérieur au taux départemental (48,98 %).
Les pyramides des âges de la commune et du département s'établissent comme suit.
| Hommes | Classe d’âge | Femmes |
| ------ | ------------ | ------ |
| 0,3    | 90 ou +      | 0,9    |
| 4,2    | 75-89 ans    | 4,7    |
| 13,9   | 60-74 ans    | 16,2   |
| 21,5   | 45-59 ans    | 20,8   |
| 21,5   | 30-44 ans    | 21,1   |
| 17,9   | 15-29 ans    | 15,3   |
| 20,7   | 0-14 ans     | 20,9   |

| Hommes | Classe d’âge | Femmes |
| ------ | ------------ | ------ |
| 0,5    | 90 ou +      | 1,4    |
| 5,4    | 75-89 ans    | 7,2    |
| 12,9   | 60-74 ans    | 13,9   |
| 20     | 45-59 ans    | 19,4   |
| 19,9   | 30-44 ans    | 20,1   |
| 20     | 15-29 ans    | 18,2   |
| 21,3   | 0-14 ans     | 19,8   |

## Politique et administration

### Politique locale
La commune de Boissy-le-Cutté est rattachée au canton d'Étampes, représenté par les conseillers départementaux Marie-Claire Chambaret (DVD) et Guy Crosnier (UMP), à l'arrondissement d’Étampes et à la deuxième circonscription de l'Essonne, représentée par le député Franck Marlin (UMP).
L'Insee attribue à la commune le code 91 1 11 080. La commune de Boissy-le-Cutté est enregistrée au répertoire des entreprises sous le code SIREN 219 100 807. Son activité est enregistrée sous le code APE 8411Z.

### Tendances et résultats politiques
Élections présidentielles, résultats des deuxièmes tours :
- Élection présidentielle de 2002 : 81,96 % pour Jacques Chirac (RPR), 18,04 % pour Jean-Marie Le Pen (FN), 83,46 % de participation[37].
- Élection présidentielle de 2007 : 53,78 % pour Nicolas Sarkozy (UMP), 46,22 % pour Ségolène Royal (PS), 84,76 % de participation[38].
- Élection présidentielle de 2012 : 55,68 % pour Nicolas Sarkozy (UMP), 44,32 % pour François Hollande (PS), 82,99 % de participation[39].

Élections législatives, résultats des deuxièmes tours :
- Élections législatives de 2002 : 57,29 % pour Franck Marlin (UMP), 42,71 % pour Gérard Lefranc (PCF), 61,82 % de participation[40].
- Élections législatives de 2007 : 49,77 % pour Franck Marlin (UMP) élu au premier tour, 25,57 % pour Marie-Agnès Labarre (PS), 57,83 % de participation[41].
- Élections législatives de 2012 : 60,70 % pour Franck Marlin (UMP), 39,30 % pour Béatrice Pèrié (PS), 50,61 % de participation[42].

Élections européennes, résultats des deux meilleurs scores :
- Élections européennes de 2004 : 26,95 % pour Harlem Désir (PS), 13,83 % pour Patrick Gaubert (UMP), 36,94 % de participation[43].
- Élections européennes de 2009 : 25,48 % pour Michel Barnier (UMP), 19,69 % pour Daniel Cohn-Bendit (Les Verts), 31,19 % de participation[44].

Élections régionales, résultats des deux meilleurs scores :
- Élections régionales de 2004 : 51,56 % pour Jean-Paul Huchon (PS), 33,09 % pour Jean-François Copé (UMP), 62,05 % de participation[45].
- Élections régionales de 2010 : 62,21 % pour Jean-Paul Huchon (PS), 37,79 % pour Valérie Pécresse (UMP), 41,69 % de participation[46].

Élections cantonales, résultats des deuxièmes tours :
- Élections cantonales de 2001 : données manquantes.
- Élections cantonales de 2008 : 50,45 % pour Élisabeth Blond (PS), 49,55 % pour Guy Gauthier (UMP), 46,77 % de participation[47].

Élections municipales, résultats des deuxièmes tours :
- Élections municipales de 2001 : données manquantes.
- Élections municipales de 2008 : 360 voix pour Annie Doussint (?), 358 voix pour Vivien de Bona (?), 61,90 % de participation[48].

Référendums :
- Référendum de 2000 relatif au quinquennat présidentiel : 76,87 % pour le Oui, 23,13 % pour le Non, 29,51 % de participation[49].
- Référendum de 2005 relatif au traité établissant une Constitution pour l'Europe : 63,64 % pour le Non, 36,36 % pour le Oui, 70,53 % de participation[50].

### Enseignement

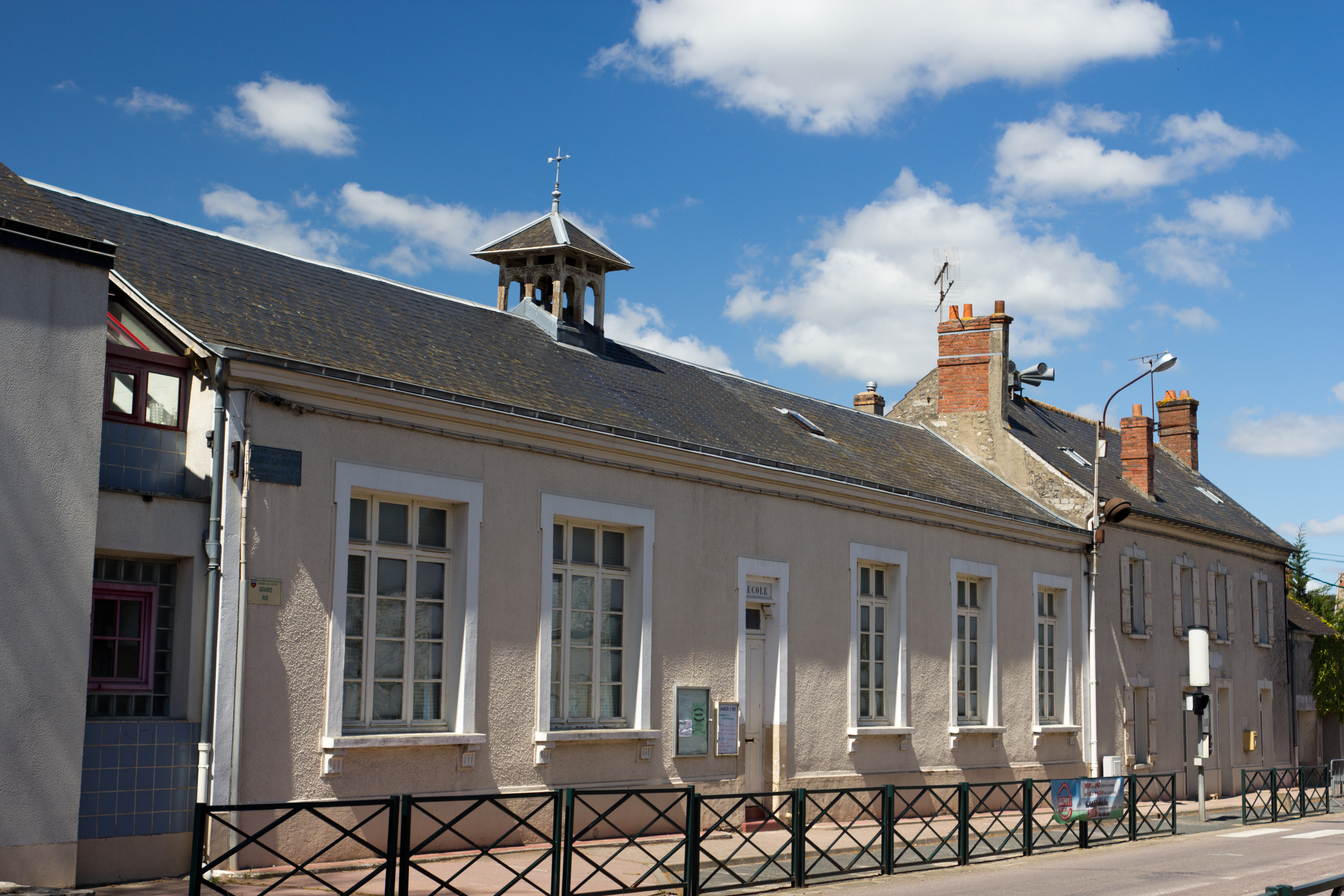
L'école primaire.

Les établissements scolaires de Boissy-le-Cutté sont rattachés à l'académie de Versailles. Elle dispose d'une école primaire publique.

### Services publics
La commune dispose sur son territoire d'un centre de première intervention des sapeurs-pompiers et d'une agence postale.

### Jumelages
Boissy-le-Cutté n'a pas développé d'association de jumelage.

## Vie quotidienne à Boissy-le-Cutté

### Sports
La commune est traversée par le GR1 (de la Porte Maillot à Paris à Nesles-la-Vallée (Val-d'Oise), permettant aux randonneurs pédestres ou équestres de pratiqués leur sports en reliant les forêts de Fontainebleau à Rambouillet.

### Lieux de culte

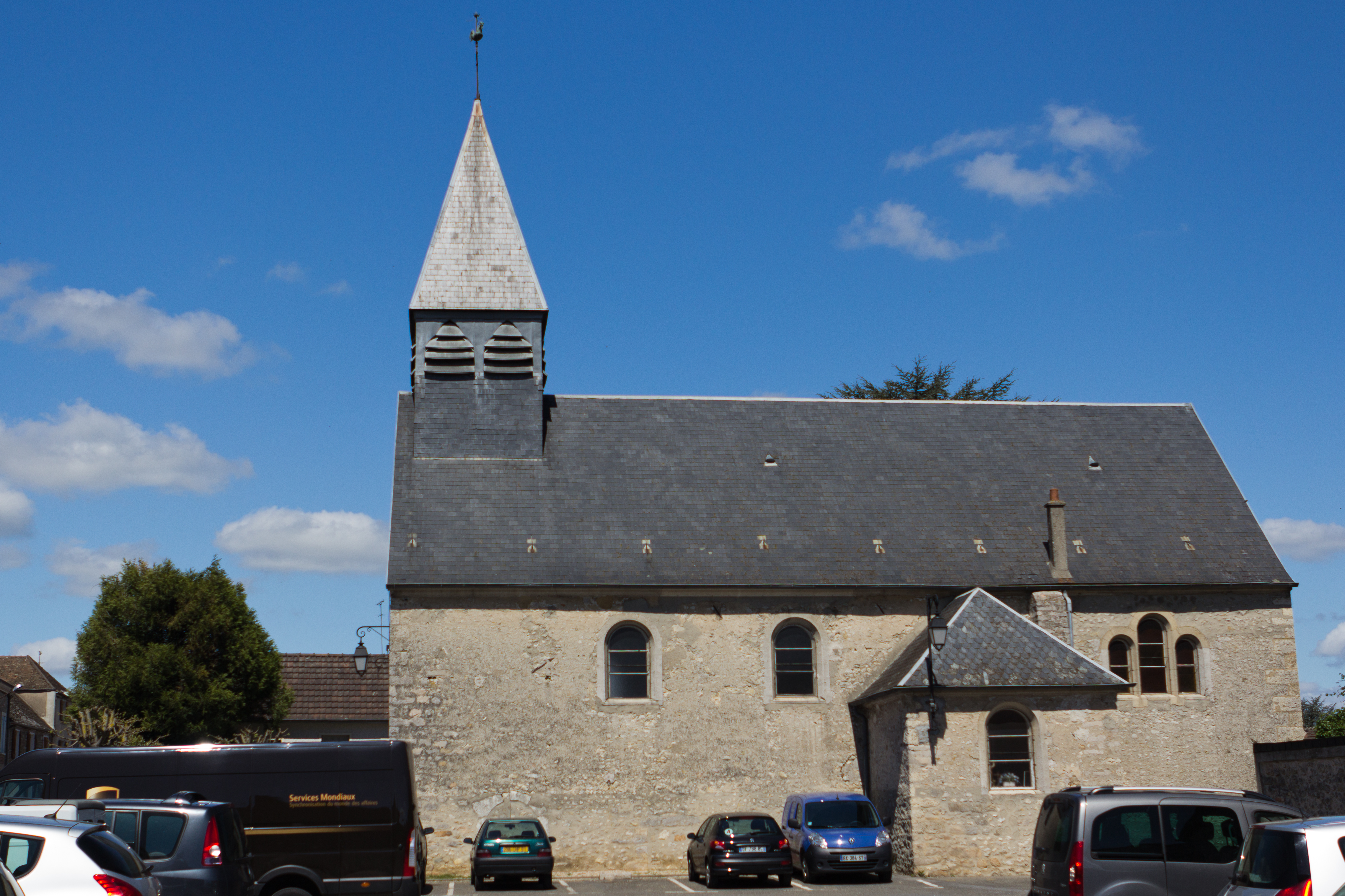
L'église Saint-Michel

La paroisse catholique de Boissy-le-Cutté est rattachée au secteur pastoral de La Ferté-Alais-Val d'Essonne et au diocèse d'Évry-Corbeil-Essonnes. Elle dispose de l'église Saint-Michel.

### Médias
L'hebdomadaire Le Républicain relate les informations locales. La commune est en outre dans le bassin d'émission des chaînes de télévision France 3 Paris Île-de-France Centre, IDF1 et Téléssonne intégré à Télif.

## Économie

### Emplois, revenus et niveau de vie
En 2010, le revenu fiscal médian par ménage était de 40 568 €, ce qui plaçait Boissy-le-Cutté au 2 221e rang parmi les 31 525 communes de plus de 39 ménages en métropole.
| Répartition des emplois par catégories socioprofessionnelles en 2006. |              |                                           |                                                   |                            |                          |                           |
|                                                                       | Agriculteurs | Artisans, commerçants, chefs d’entreprise | Cadres et professions intellectuelles supérieures | Professions intermédiaires | Employés                 | Ouvriers                  |
| Boissy-le-Cutté                                                       | -            | -                                         | -                                                 | -                          | -                        | -                         |
| Zone d’emploi d’Évry                                                  | 0,3 %        | 4,0 %                                     | 20,2 %                                            | 29,6 %                     | 28,2 %                   | 17,7 %                    |
| Moyenne nationale                                                     | 2,2 %        | 6,0 %                                     | 15,4 %                                            | 24,6 %                     | 28,7 %                   | 23,2 %                    |
| Répartition des emplois par secteurs d’activités en 2006.             |              |                                           |                                                   |                            |                          |                           |
|                                                                       | Agriculture  | Industrie                                 | Construction                                      | Commerce                   | Services aux entreprises | Services aux particuliers |
| Boissy-le-Cutté                                                       | -            | -                                         | -                                                 | -                          | -                        | -                         |
| Zone d’emploi d’Évry                                                  | 0,9 %        | 13,5 %                                    | 5,4 %                                             | 14,6 %                     | 16,2 %                   | 6,9 %                     |
| Moyenne nationale                                                     | 3,5 %        | 15,2 %                                    | 6,4 %                                             | 13,3 %                     | 13,3 %                   | 7,6 %                     |
| Sources : Insee,                                                      |              |                                           |                                                   |                            |                          |                           |

## Culture locale et patrimoine

### Patrimoine environnemental
Les bois entourant le bourg ont été recensés au titre des espaces naturels sensibles par le conseil général de l'Essonne.

### Héraldique
| Armes de Boissy-le-Cutté | Les armes de Boissy-le-Cutté se blasonnent : Coupé, au premier d'azur à deux fasces ondées d'argent, au second de gueules à la grappe de raisin d'or feuillée du même accostée de deux massettes de carrier d'argent et accompagnée en pointe d'un épi de blé et d'une branche de chêne aussi d'or passés en sautoir. |